# Mars Observer
Марс Обсервер (англ. Mars Observer, дословно на рус. Наблюдатель за Марсом) — автоматическая межпланетная станция (АМС), которая согласно одноимённой программы НАСА, должна была производить наблюдение за Марсом с орбиты искусственного спутника планеты (ИСМ) с сентября 1993 по октябрь 1995 года. 21 августа 1993 года, за несколько дней до выхода на орбиту ИСМ, связь со станцией была потеряна, а попытки восстановить связь с ней успехом не увенчались.
Хотя ни одна из основных целей, поставленных перед «Марс Обсервер», не была достигнута, им были собраны данные о фазе межпланетного перелёта, полезные для последующих миссий на Марс. Аналоги приборов и оборудования, разработанных для «Марс Обсервер», были использованы для АМС «Марс Глобал Сервейор» по программе 1996 года (одного из самых успешных проектов НАСА по изучению Марса), «Mars Climate Orbiter» 1998 года, «Марс Одиссей» 2001 года и «Марсианского разведывательного спутника», запущенного в 2005 году.
В результате неудачи, постигшей «Марс Обсервер», НАСА была разработана новая официальная программа по изучению и исследованию Марса, целью которой являлись определение местоположения воды и подготовка к нему пилотируемых полётов

## История создания
В 1984 году Комитетом по исследованию солнечной системы была предложена возможность запуска орбитального аппарата для изучению Марса. Предварительными целями миссии были: изучение магнитного поля планеты, получение изображений высокого разрешения и минералогического состава поверхности, а также уточнение информации, полученной по программе «Викинг». Первоначально «Марс Обсервер» планировалось запустить в 1990 году при помощи спейс шаттла. 12 марта 1987 года, после катастрофы «Челленджера», запуск был перенесён на 1992 год. Вместе с переносом обнаружился и перерасход первоначального бюджета, общая стоимость программы оценивается в 813 миллионов $ (против изначального полумиллиарда).

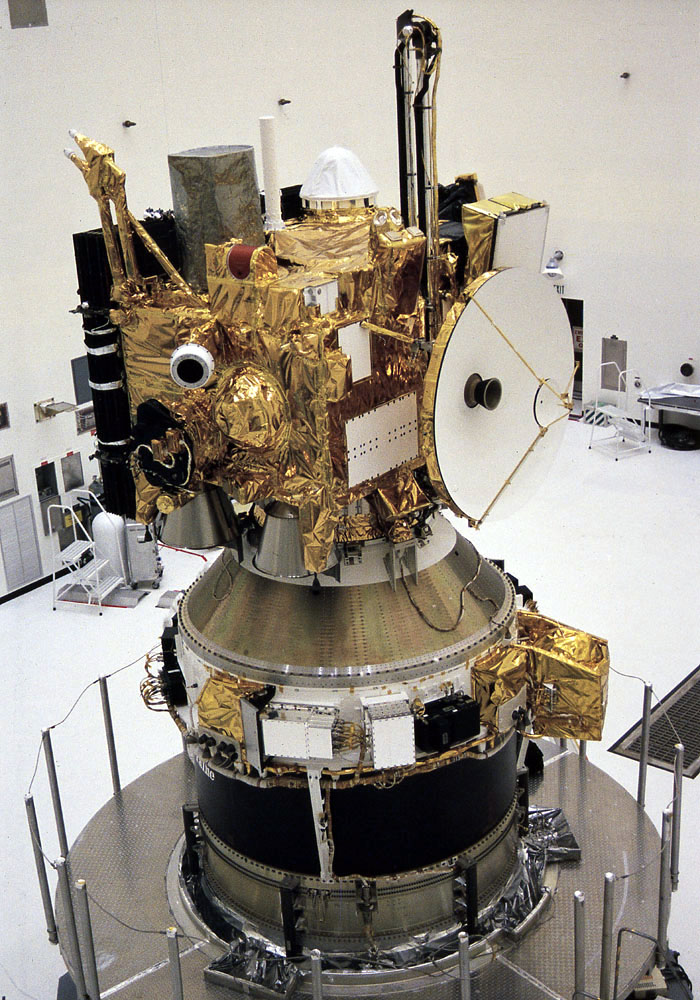
«Марс Обсервер» в ангаре, после плановой проверки, август 1992 года.

Разработкой «Марс Обсервер» совместно занимались конструкторская группа из Лаборатории реактивного движения (ЛРД) и компания «Мартин-Мариетта», чьё подразделение «Астро Спейс» (англ. Astro Space) в дальнейшем занималось изготовлением АМС. В «Марс Обсервер» с целью повышения надёжности и экономии средств были впервые применены технические решения, использующиеся в современных метеорологических спутниках: шарнирное крепление солнечной батареи, электромеханическая система ориентации, неподвижная установка оптической аппаратуры на корпусе.

## Конструкция
Корпус (как и система терморегулирования) для АМС «Марс Обсервер» был заимствован от искусственного спутника Земли (ИСЗ) «Сатком-К» и имел форму параллелепипеда (размер 2,2 x 1,6 x 1,1 метров). Панели солнечной батареи имели размер 7 × 3,7 м, мощность (на орбите Марса) каждой из шести батарей составляла около 1147 Вт. В период, когда КА должен был быть в тени, были предусмотрены два никель-кадмиевых аккумулятора, мощностью 42 А-ч каждый.
«Марс Обсервер» имел трёхосную систему ориентации, поддерживаемую за счёт четырёх маховиков и 24-х двигателей, причём впервые на американской АМС (в след за советской «Фобос») были использованы две отдельные двигательные установки. Первая, предназначенная для вывода на орбиту искусственного спутника Марса (ИСМ) и формирования рабочей орбиты, состояла из четырёх маршевых двигателей (два основных и два резервных; тяга каждого 50 кг) и четырёх двигателей маневрирования (с тягой по 2,27 кг), работала на азотном тетроксиде и монометилгидразине. Вторая установка, предназначенная для операций на рабочей орбите (точной ориентации и разгрузки маховиков), состояла из восьми двигателей тягой по 0,45 кг и восьми по 0,09 кг, работала на продуктах разложения гидразина.
Для телекоммуникации на АМС были двухосевая антенна на 1,5-метровом кардановом подвесе и параболическая лучевая, установленная на 6-метровой стреле, для связи с сетью дальней космической связи (DSN) через X-диапазон. Во время скоростного полёта эта антенна находилась в сложенном состоянии, поэтому была предусмотрена система из антенн поменьше (6 с низким и 1 со средним коэффициентом усиления). Максимальная пропускная способность передачи данных в DSN составляла 10,66 килобайт в секунду, а команд на станцию — 62,5 байта в секунду.
Вычислительная система «Марс Обсервер» была создана на базе переоборудованной системы, использовавшейся на спутниках TIROS и DMSP. Полуавтономная система была способно хранить до 2000 команд в 64 Кбайт ЗУПД и выполнять их с максимальной скоростью 12,5 команд в секунду; команды так же могли обеспечить автономную работу АМС сроком до 60 суток. Для записи данных в систему были включены резервные цифровые магнитофоны (англ. Digital Tape Recorder или DTR), каждый из которых мог хранить 187,5 Мбайт для последующего воспроизведения в DSN.

### Оснащение и приборы
Для «Марс Обсервер» были спроектированы и созданы несколько специальных научных приборов, благодаря которым станция должна была выполнить возложенные на неё задачи по изучению поверхности Марса, климата, атмосферы и магнитного поля.
| Научная камера (англ. Mars Observer Camera или MOC)                                                              | |
| схема (на англ)                                                                                                  | Получение изображений поверхности Марса. Камера могла работать в двух диапазонах спектра, была снабжена собственным компьютером для хранения и обработки изображений. Разрешающая способность при съемке (с высоты 400 километров — 300 и 1,5 метра соответственно) являлась самой высокой, достигавшейся когда-либо на АМС.      |
| схема (на англ)                                                                                                  | Разработчик: MSSS и Калифорнийский технологический институт |
| Спектрометр гамма-излучения (англ. Gamma Rays Spectrometer или GRS)                                              | |
| схема (на англ.)                                                                                                 | Глобальное определение состава марсианской поверхности, запись спектра гамма-лучей и нейтронов, излучаемых при радиоактивном распаде элементов, содержащихся на поверхности. Разрешающая способность около 350 километров. |
| схема (на англ.)                                                                                                 | Разработчик: Университет штата Аризона и ЦКП имени Годдарда |
| Термоэмиссионный спектрометр (англ. Thermal Emission Spectrometer или TES)                                       | |
| схема (на англ.)                                                                                                 | Спектометр на основе показаний трёх датчиков (интерферометр Майкельсона, солнечной отражательной способности и световой длительности) предназначен для измерения тепловых инфракрасных излучений для определения состава пород и льда поверхности, а также состава облаков. Разрешающая способность на местности — 3,5 километра. |
| схема (на англ.)                                                                                                 | Разработчик: Университеты штата Аризона и Калифорнийский в Санта-Барбаре |
| Лазерный высотомер (англ. Mars Orbiter Laser Altimeter или MOLA)                                                 | |
| схема (на англ.)                                                                                                 | Лазерный дальномер для изучения топографии Марса. Точность измерения расстояния до поверхности: +/- 2 метра, частота срабатывания — 10 импульсов в секунду, диаметр пятна на поверхности Марса — 160 м. |
| схема (на англ.)                                                                                                 | Разработчик: Центр космических полётов имени Годдарда |
| Инфракрасный радиометр с модуляцией напряжения (англ. Pressure Modulator Infrared Radiometer или PMIRR)          | |
| | Радиометр имеет девять спектральных каналов и предназначен для одновременного измерения вертикальных профилей содержания пыли, водяных паров и конденсата, а также температуры в атмосфере. |
| Разработчик: Лаборатория реактивного движения                                                                    | |
| Магнитометр и измеритель электронного альбедо (англ. Magnitometer and electron reflectometer или MAG/ER)         | |
| | Используя компоненты бортовой телекоммуникационной системы и сеть дальней космической связи НАСА, предназначен для сбора данных о магнитном поле Марса и его взаимодействии с солнечным ветром. |
| Разработчик: Национальный центр научных исследований, ЦКП им. Годдарда и Калифорнийский технологический институт | |
| Оборудование для радиотехнического эксперимента (англ. Radio Science experiment или RS)                          | |
| | Для изучения гравитационного поля и атмосферы Марса с особым акцентом на изменения вблизи полярных областей. |
| Разработчик: Национальный центр космических исследований, ЦКП им. Годдарда, ЛРД и Стэнфордский университет       | |
| Марсианский ретранслятор (англ. Mars Balloon Relay или MBR)                                                      | |
| | Предназначен для ретрансляции передач от посадочных блоков российских АМС Марс-94 и Марс-96. |
| Разработчик: Национальный центр научных исследований                                                             | |

## Ход миссии и запуск

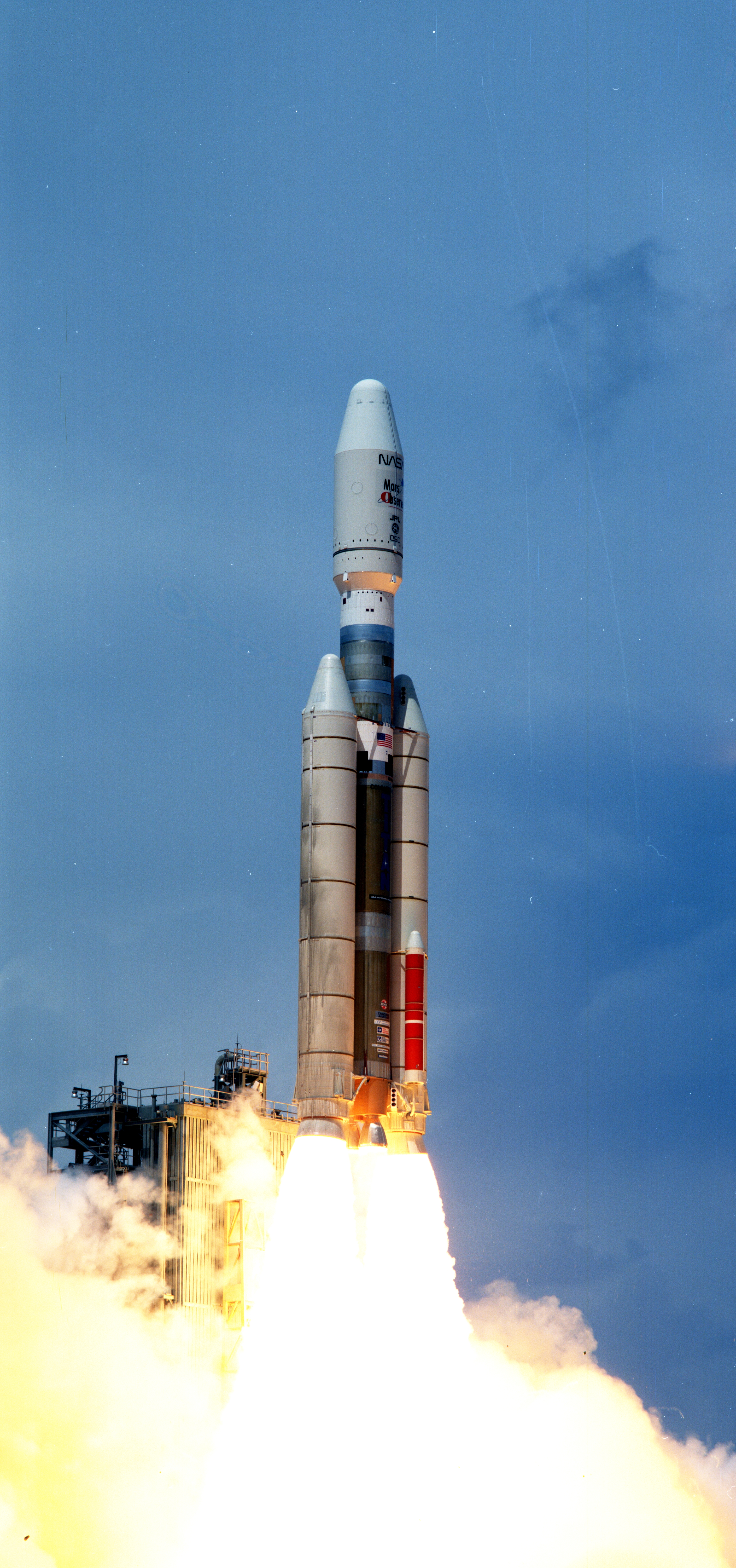
Старт РН Титан III c «Марс Обсервер», 25 сентября 1992 года.

Старт «Марс Обсервер» был запланирован на 16 сентября 1992 года, но в ходе плановой проверки 25 августа были выявлены серьёзные загрязнения металлическими опилками и другим мусором, в результате чего запуск был отложен почти на месяц (так как АМС уже была установлена на ракету-носитель, одной из предполагаемых причин того, что «Марс Обсервер» был возвращён в ангар, считается его защита от начавшегося 24 августа урагана Эндрю). Чтобы не столкнуться с 26-месячной задержкой, связанной с взаимным положением Земли и Марса, запуск должен был состояться не позднее 13 октября.
Старт состоялся в 17:05 UTC 25 сентября 1992 года с пускового комплекса-40 авиабазы Мыс Канаверал. Ракета-носитель Commercial Titan III CT-4 вывела АМС на траекторию движения к Марсу, в течение 11 месяцев «Марс Обсервер» должен был преодолеть около 724 миллионов километров с конечной (по отношению к Марсу) скоростью в 5,28 километров в секунду.
24 августа 1993 года АМС должна была начать манёвры торможения и выхода на орбиту Марса, но вечером 21 августа связь с «Марс Обсервер» была потеряна. Так как в течение 11-месячного перелёта отказ связи происходил неоднократно, группа управления в течение суток не предпринимала никаких чрезвычайных действий. Считалось, что остронаправленная антенна АМС потеряла направление на Землю, однако задействованные все три станции дальней связи DSN не смогли достучаться до станции. Специалисты ЛРД и компании разработчика в течение нескольких дней предпринимали попытки выйти на связь со станцией.
Согласно запланированным действиям «Марс Обсервер» должен был выполнять операции, связанные с герметизацией баков двигательной установки станции, по программе подготовки к торможению и отстрелу ракет (для замедления, и дальнейшего выхода АМС на марсианскую орбиту). В соответствии с выполняемой программой бортовой передатчик был отключён (на время срабатывания пиросредств обеспечения герметизации), и, после завершения, станция должна была самостоятельно вернуться на связь. В дальнейшем высказывалось предположение, что неполадки на «Марс Обсервер» были аналогичными сбою на «Акацуки» в 2010 году, когда проблема была в утечке паров топлива из-за неисправности клапана одного из топливопроводов. Из-за отсутствия связи неизвестно, удалось ли «Марс Обсервер» выйти на орбиту Марса или же он двигается по гелиоцентрической.

## Причины аварии
4 сентября «Мартин-Мариетта» было начато расследование причин гибели космических аппаратов, изготовленных компанией (помимо АМС, 2 августа практически сразу же после старта взорвалась ракета «Титан-4», а после 21 августа был потерян метеоспутник). В состав комиссии вошли специалисты НАСА. Авария из-за отказа аппаратуры передачи от станции была сразу признана маловероятной, так как станция могла работать без связи и выйти на орбиту в автономном режиме.
Работа была завершена в январе 1994 года (пресс-релиз НАСА 94-1 от 4 января 1994 года), согласно представленному отчёту, наиболее вероятной причиной аварии послужил отказ двигательной установки, вызванный непредусмотренным смешиванием и реагированием четырёхокиси азота (некоторое количество которого в течение 11-месячного перелёта к Марсу могло протечь через предохранительные клапаны и накопиться в трубопроводах) и монометилгидразина в титановых трубопроводах системы герметизации в процессе наддува топливных баков гелием. Такая реакция могла вызвать разрыв трубопроводов с выбросом из них гелия и монометилгидразина, что заставило космический аппарат вращаться и могло нанести критические повреждения электрическим цепям.
Среди других возможных причин потери КА, в отчете комиссии фигурировали:
- отказ системы электропитания (в результате короткого замыкания шины регулируемого питания);
- превышение давления и, как следствие, разрыв бака четырёхокиси азота (из-за отказа регулятора наддува);
- выброс стандартного пиротехнического инициатора НАСА из пироклапана внутрь бака монометилгидразина (или в другую систему КА).

### Теория заговора
Сторонники легенды о марсианской цивилизации (фотографии марсианского сфинкса, сделанные КА «Викинг-1» в 1976 году), обвинили НАСА в преднамеренном выводе АМС «Марс Обсервер» из строя, с целью не дать рассмотреть Кидонию. По другой версии, на момент официального заявления о потери связи с АМС, «Марс Обсервер» всё ещё функционировал, но проект был полностью закрыт и засекречен ЛРД и НАСА, если бы информация о марсианском сфинксе не подтвердилась, «утерянная» АМС сама бы «случайно» вышла на связь через несколько месяцев (предполагается, что данные с АМС о Кидонии были переданы не через доступные многим DSN, а сигналом лазерного альтиметра (MOLA) на высокоскоростной фотометр «Хаббла», который был внезапно признан устаревшим и в декабре 1993 года привезён на Землю экипажем миссии STS-61).